# Championnat de France féminin de hockey sur gazon 2016-2017
Navigation
2015-2016 2017-2018

## Les clubs de l'édition 2016-2017
- Cercle athlétique de Montrouge
- FC Lyon HCHC
- Cambrai Hockey Club
- Iris hockey Lambersart
- Lille Métropole Hockey Club
- Saint-Germain-en-Laye Hockey Club
- Douai Hockey Club
- Stade Français